# Ђизоле-Палобије (Бреша)
Ђизоле-Палобије је насеље у Италији у округу Бреша, региону Ломбардија.
Према процени из 2011. у насељу је живело 90 становника. Насеље се налази на надморској висини од 330 м.